# Lot kosmiczny

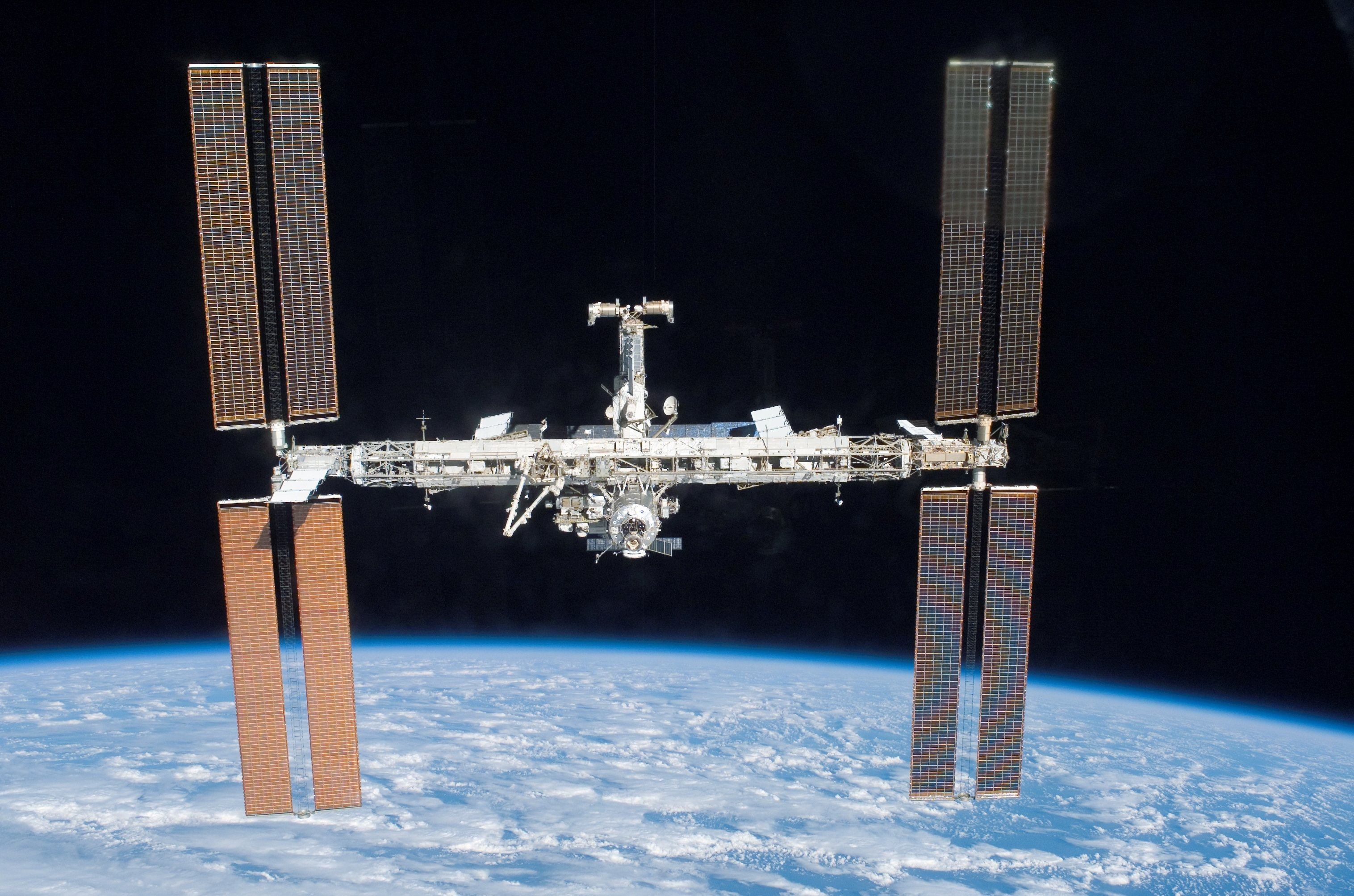
Międzynarodowa Stacja Kosmiczna na orbicie Ziemi

Lot kosmiczny – zastosowanie techniki kosmicznej, w celu wyniesienia statku kosmicznego w i poprzez przestrzeń kosmiczną. Umowna granica pomiędzy atmosferą Ziemi i przestrzenią kosmiczną przebiega na wysokości 100 km n.p.m., tzw. linia Kármána.  Powyższa definicja została przyjęta przez Międzynarodową Federację Lotniczą (FAI).
Lot kosmiczny jest stosowany w eksploracji kosmosu, a także w celach komercyjnych, takich jak turystyka kosmiczna czy komunikacja satelitarna. Inne niekomercyjne zastosowania lotów kosmicznych to obserwatoria kosmiczne, satelity wywiadowcze i inne typy satelitów obserwacyjnych.

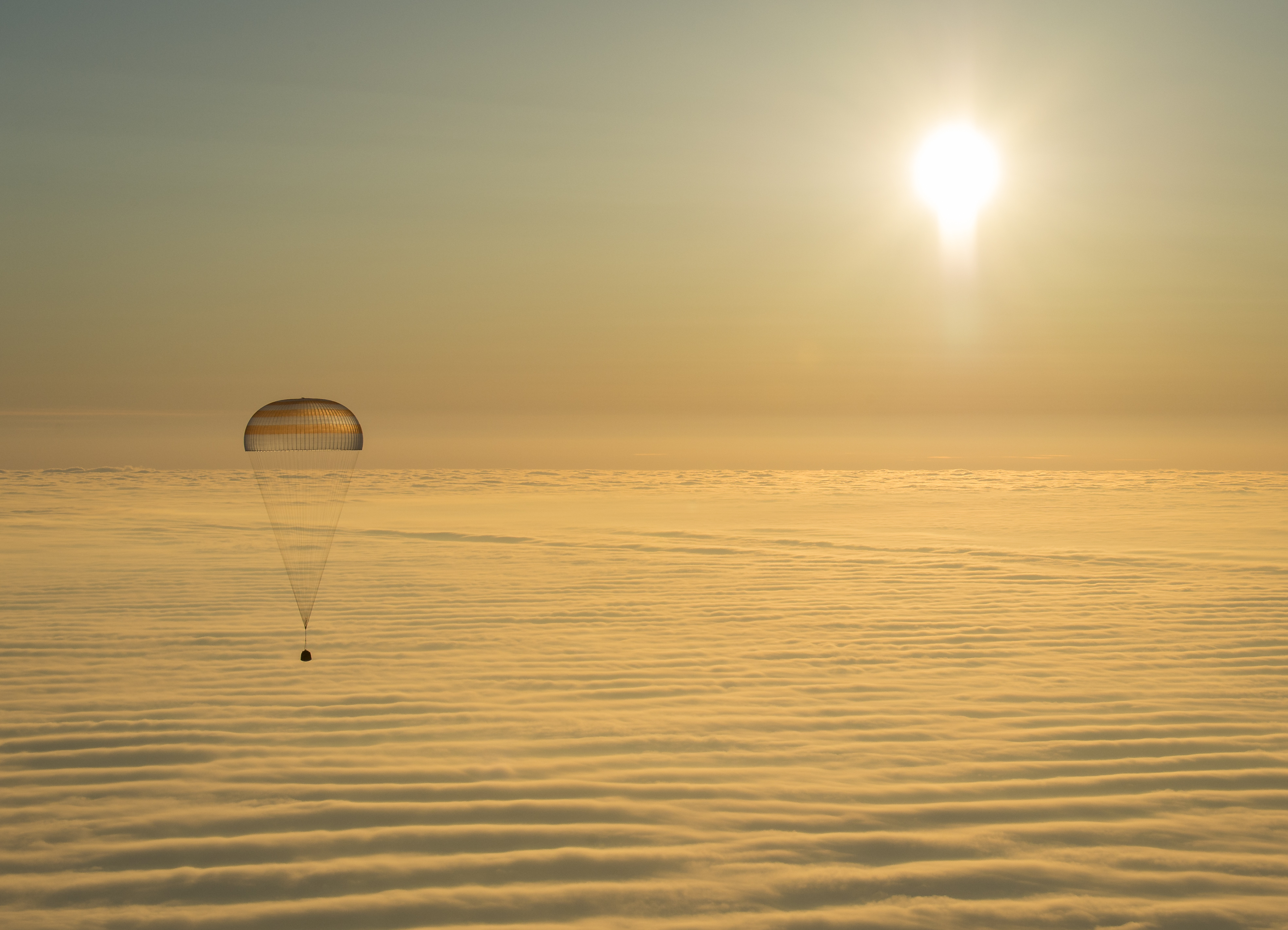
12 marca 2015 r., Sojuz TMA-14M na tle wschodu słońca nad Azją Środkową

Lot typowo zaczyna się odpaleniem rakiety nośnej, która dostarcza wstępnego ciągu do pokonania siły ciężkości i odrywa pojazd od powierzchni Ziemi. Ruch pojazdu w przestrzeni kosmicznej – zarówno bez zastosowania napędu, jak i z nim – jest przedmiotem badań dyscypliny zwanej astrodynamiką. Niektóre pojazdy pozostają w przestrzeni kosmicznej na zawsze, niektóre spalają się w czasie ponownego wejścia w atmosferę, a inne docierają na powierzchnie planetarne lub księżycowe poprzez lądowanie lub zderzenie.

## Historia lotów kosmicznych
Pierwsze realne propozycje podróży kosmicznych przypisywane są Konstantinowi Ciołkowskiemu. Jego najsłynniejsze dzieło, „Исследование мировых пространств реактивными приборами” (Eksploracja przestrzeni kosmicznej dzięki urządzeniom odrzutowym), zostało opublikowane w roku 1903, ale ta teoretyczna rozprawa nie była szeroko znana poza Rosją.
Loty kosmiczne stały się możliwe z inżynierskiego punktu widzenia po publikacji Roberta Goddarda Metoda osiągania ekstremalnych wysokości, w której zaproponował szereg konkretnych rozwiązań pozwalających na zasadnicze ulepszenie rakiet, m.in. przez zastosowanie dyszy de Lavala do silników rakietowych. Dysza pozwala na osiągnięcie naddźwiękowego wypływu gazu. Co najważniejsze, R. Goddard zbudował rakiety na paliwo ciekłe i rozwiązał szereg związanych z nimi problemów (m.in. sterowanie rakietą). Prace jego miały wielki wpływ na Hermanna Obertha i Wernhera von Brauna, później kluczowe postaci z dziedziny lotów kosmicznych.
Pierwszą rakietą, która dotarła do przestrzeni kosmicznej była niemiecka rakieta V2 w czasie lotu testowego 3 października 1942. 4 października 1957 Związek Socjalistycznych Republik Radzieckich wystrzelił Sputnika 1, który stał się pierwszym sztucznym satelitą na orbicie Ziemi. Pierwszym lotem załogowym była misja Wostok 1 12 kwietnia 1961 – na pokładzie pojazdu znajdował się kosmonauta Jurij Gagarin, który dokonał jednego okrążenia wokół Ziemi.
Rakiety pozostają jedynymi praktycznymi środkami dotarcia do przestrzeni kosmicznej. Inne techniki jak scramjet, w dalszym ciągu nie pozwalają na osiągnięcie prędkości orbitalnej.

## Lot kosmiczny ze startem z Ziemi

### Osiąganie kosmosu

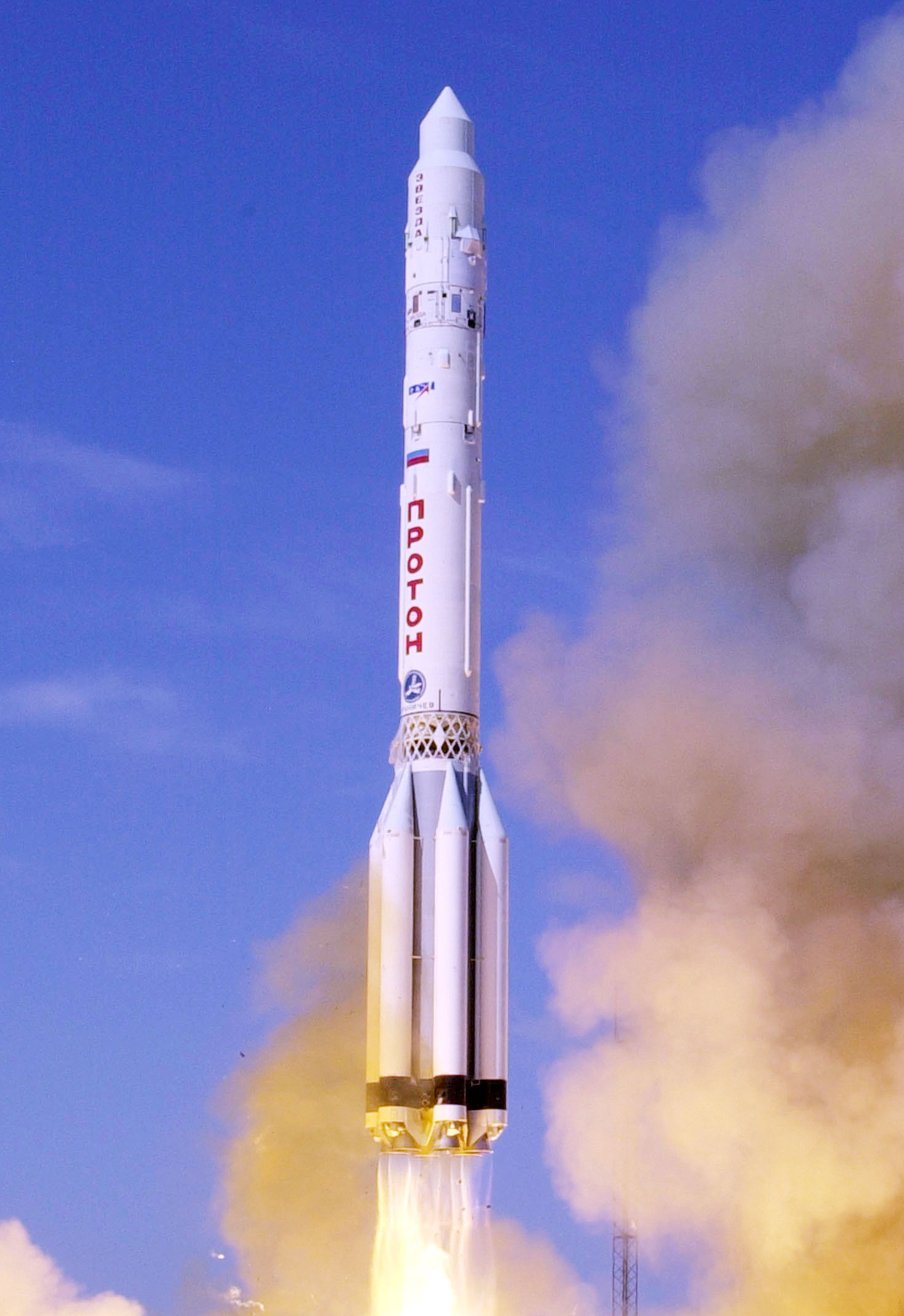
Rakieta Proton lecąca w kosmos

Najpowszechniejszą definicją granicy przestrzeni kosmicznej jest linii Kármána. W Stanach Zjednoczonych Ameryki czasem stosowana jest alternatywna definicja, określająca granicę przestrzeni kosmicznej na wysokości 50 mil. Jest to lepiej określona granica bowiem powyzej aerodynamiczna siła nośna jest za mała do lotu samolotów.
Aby pocisk rakietowy mógł polecieć w kosmos, potrzebuje on minimalnego delta-v. Ta prędkość jest o wiele mniejsza niż prędkość ucieczki, pozwalająca na wyrwanie się z zasięgu działania przyciągania Ziemi.
Jest możliwe, aby pojazd kosmiczny opuścił ciało niebieskie bez osiągania prędkości ucieczkowej z powierzchni danego ciała poprzez wytwarzanie ciągu po wyniesieniu. Jest jednak bardziej wydajne paliwowo, aby pojazd spalił swoje paliwo tak blisko powierzchni jak to możliwe, zachowując możliwość osiągnięcia prędkości ucieczki w późniejszym czasie.
Suborbitalny lot kosmiczny
W czasie lotu suborbitalnego pojazd dociera do przestrzeni kosmicznej, ale nie zostaje umieszczony na orbicie. Jego trajektoria prowadzi z powrotem na powierzchnię Ziemi. Loty suborbitalne mogą trwać wiele godzin. Pioneer 1, pierwszy sztuczny satelita NASA, na skutek usterki, zamiast polecieć w kierunku Księżyca, znalazł się na trajektorii suborbitalnej o wysokości 113 854 m, a w atmosferę Ziemi ponownie wszedł 43 godziny po starcie.
17 maja 2004 Civilian Space eXploration Team wystrzeliła pojazd GoFast Rocket do lotu suborbitalnego – pierwszego w historii amatorskiego lotu kosmicznego. 21 czerwca 2004 SpaceShipOne został zastosowany do pierwszego finansowanego prywatnie załogowego lotu kosmicznego.
Orbitalny lot kosmiczny
Minimalny lot orbitalny wymaga znacznie większych prędkości, niż minimalny lot suborbitalny, a więc jest on technicznie trudniejszy do osiągnięcia. Dla uzyskania lotu orbitalnego, prędkość kątowa wokół Ziemi jest tak samo istotna jak pułap lotu. Aby możliwy był stabilny, długotrwały lot kosmiczny, pojazd musi osiągnąć minimalną prędkość orbitalną wymaganą dla zamkniętej orbity.
Bezpośrednie wyniesienie
Uzyskanie zamkniętej orbity nie jest konieczne do podróży międzyplanetarnych, dla których pojazd musi osiągnąć prędkość ucieczki. Wczesne radzieckie pojazdy pomyślnie osiągały bardzo wysokie pułapy bez wchodzenia na orbitę. W czasie wstępnego planowania misji Apollo NASA rozważała zastosowanie bezpośredniego wyniesienia na Księżyc, jednak pomysł ten został porzucony ze względu na masę pojazdu. Wiele automatycznych sond kosmicznych badających zewnętrzne planety Układu Słonecznego stosuje metodę bezpośredniego wyniesienia – nie orbitują one wokół Ziemi przed odlotem.
Inne sposoby docierania do przestrzeni kosmicznej
Zostało zaproponowanych wiele sposobów docierania do przestrzeni kosmicznej, niewykorzystujących rakiet. Pomysł windy kosmicznej, pomimo elegancji rozwiązania, obecnie (2023 r.) nie jest wykonalny. Z kolei nie ma znanych problemów konstrukcyjnych blokujących wykonanie procy elektromagnetycznej takiej jak pętla startowa. Inne pomysły wykorzystują wspomagane rakietowo odrzutowce jak Skylon lub trudniejszy w realizacji silnik scramjet. Dla ładunków towarowych zaproponowano wystrzeliwanie pojazdu ze specjalnego działa.

### Platformy startowe i kosmodromy – start

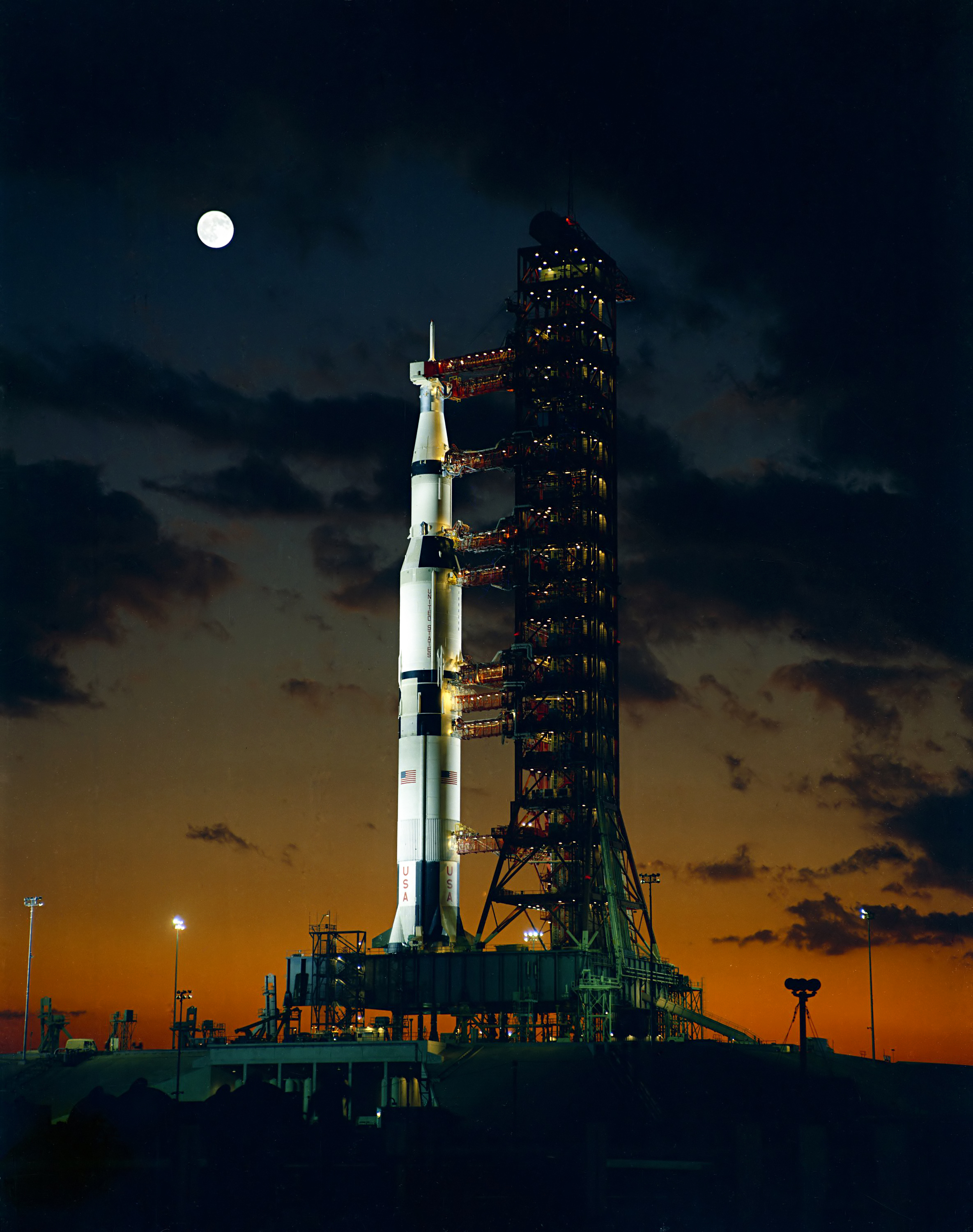
Rakieta Saturn V na platformie startowej przed startem Apollo 4

Platforma startowa to stała instalacja zaprojektowana do wysyłania pojazdów powietrznych. W najprostszej wersji składa się ona z wieży startowej i tunelu odprowadzającego płomienie. Jest ona otoczona przez wyposażenie niezbędne do ustawienia pojazdu w pozycji startowej, zatankowania go i dokonywania innych operacji. Kosmodrom z kolei jest zaprojektowany także do obsługi pojazdów skrzydłowych, wymagających długiego pasa startowego. Zarówno platformy startowe, jak i kosmodromy są sytuowane daleko od siedzib ludzkich ze względu na hałas oraz w celu zapewnienia bezpieczeństwa.
Start jest często ograniczony do konkretnego okna startowego. Okna te zależą od położenia ciał niebieskich i orbit względem miejsca startu. Największy wpływ ma często sam ruch obrotowy Ziemi. Po wystrzeleniu pojazdu, orbity są położone na względnie stałych płaszczyznach, pod stałym kątem do osi Ziemi, a Ziemia obraca się w wewnątrz tej orbity.

### Powrotne wejście w atmosferę i lądowanie/wodowanie
Ponowne wejście przez atmosferę
Pojazdy na orbicie mają bardzo dużą energię kinetyczną. Energia ta musi być wytracona, aby pojazd mógł wylądować bezpiecznie, bez wyparowania w atmosferze. Zazwyczaj ten proces wymaga specjalnych metod ochrony przed nagrzewaniem aerodynamicznym. Teoria powrotu do atmosfery została stworzona przez Harry’ego Allena. Na podstawie tej teorii, pojazdy powrotne mają kształty tępe. Zastosowanie tępych kształtów powoduje, że mniej niż 1% energii kinetycznej wraca do pojazdu w postaci energii cieplnej. Zamiast tego energia ta oddawana jest do atmosfery.
Lądowanie

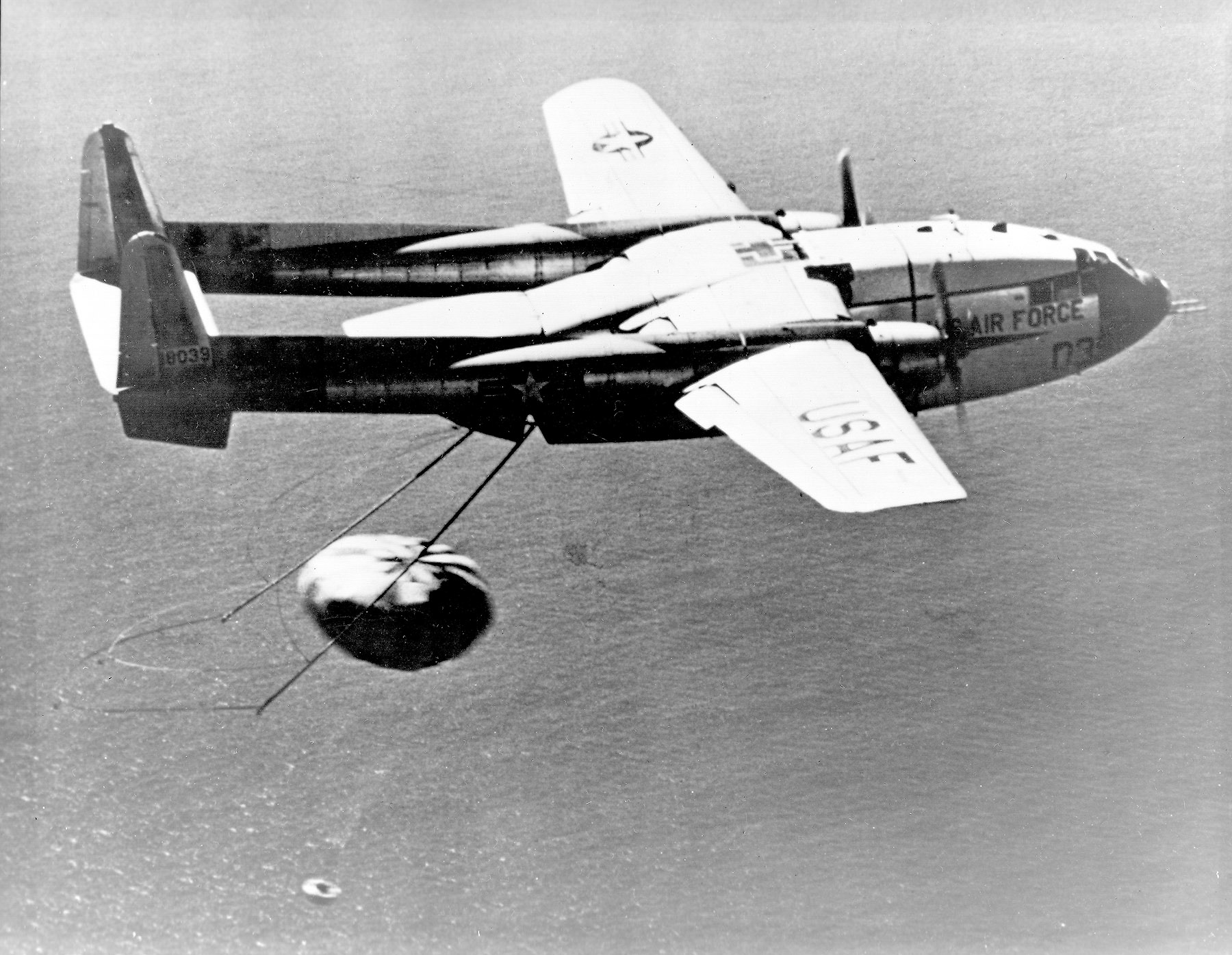
Odzyskanie kapsuły powrotnej satelity wojskowego Discoverer 14

Kapsuły Mercury, Gemini i Apollo lądowały w morzu. Zostały zaprojektowane tak, aby zderzenie z powierzchnią morza następowało przy względnie niewielkich prędkościach. W rosyjskich kapsułach Sojuz stosuje się rakiety hamujące pozwalające na lądowanie na twardym gruncie. Promy kosmiczne szybują do pasa startowego, na którym lądują z dużą prędkością.
Odzyskanie kapsuły
Po pomyślnym lądowaniu pojazdu, załoga i ładunek mogą zostać odzyskane. W niektórych przypadkach odzyskanie następuje przed lądowaniem – w czasie, kiedy pojazd opada na spadochronie, może być złapany przez specjalnie przystosowany samolot lub helikopter. Technika była stosowana do odzyskiwania zasobników z filmem z satelitów szpiegowskich Corona, np. Corona 109.

### Systemy startowe jednorazowego użytku
Wszystkie aktualne loty kosmiczne oprócz promów kosmicznych NASA i pojazdów Falcon 9 i Falcon Heavy firmy SpaceX do osiągnięcia przestrzeni kosmicznej stosują wielostopniowe systemy startowe jednorazowego użytku.

### Systemy startowe wielorazowego użytku

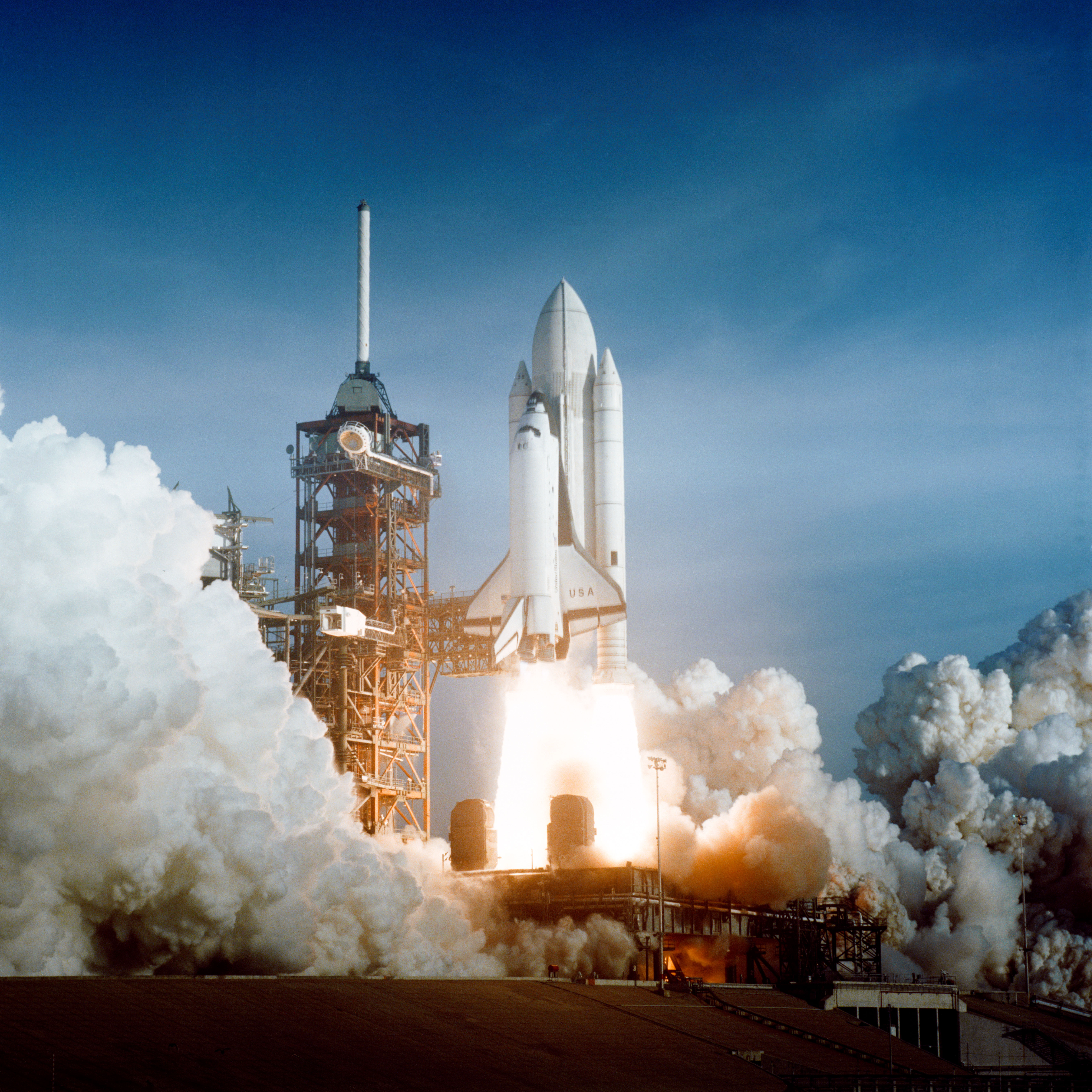
Prom kosmiczny Columbia kilka sekund po zapłonie silników

Pierwszy pojazd, który mógł być używany wielokrotnie, X-15, był wystrzeliwany z powietrza na trajektorię suborbitalną. Pierwszy lot odbył się 19 lipca 1963 r. Pierwszy pojazd orbitalny, który można było częściowo użyć ponownie, prom kosmiczny, został wystrzelony w 20. rocznicę lotu Jurija Gagarina, 12 kwietnia 1981 r. W czasie trwania programu lotów wahadłowców, zbudowano sześć orbiterów, z których wszystkie latały w atmosferze, a pięć znalazło się w kosmosie. Prom Enterprise używany był tylko do testów podejścia i lądowania – pojazd startował z grzbietu samolotu Boeing 747 i szybował do momentu lądowania w bazie Edwards w Kalifornii. Pierwszym wahadłowcem, który poleciał w kosmos, była Columbia, później Challenger, Discovery, Atlantis i Endeavour. Endeavour został zbudowany z części zamiennych, aby zastąpić prom Challenger stracony w katastrofie w styczniu 1986. Prom Columbia rozpadł się w czasie powrotu z orbity w lutym 2003.
Pierwszym i do tej pory jedynym automatycznym pojazdem wielokrotnego użytku był prom Buran wystrzelony przez ZSRR 15 listopada 1988, jednakże wykonał on tylko jeden lot. Ten samolot kosmiczny był zaprojektowany do lotów załogowych i z wyglądu bardzo przypominał amerykańskie promy. Różnica polegała na tym, że był wynoszony na orbitę za pomocą rakiety nośnej Energia, a nie przy użyciu własnych silników, jak w przypadku amerykańskich promów. Ze względu na brak funduszy i skomplikowaną sytuację po rozpadzie ZSRR, program Buran został anulowany.
Amerykańskie promy kosmiczne zakończyły loty w 2011 roku, głównie ze względu na zużycie sprzętu i wysoki koszt programu, osiągający miliard dolarów za lot. Rolę pojazdu transportującego załogi na Międzynarodową Stację Kosmiczną przejmą statki opracowywane przez przedsiębiorstwa prywatne w ramach finansowanego przez NASA programu Commercial Crew Program. Loty poza orbitę Ziemi będą się odbywać budowanym przez NASA statkiem kosmicznym Orion (pierwotnie nosił nazwę Crew Exploration Vehicle (CEV)), którego pierwszy lot z załogą ma się odbyć w 2019. Do wynoszenia na orbitę ciężkich ładunków będą używane jednorazowe rakiety Space Launch System (SLS).
Pojazd SpaceShipOne spółki Scaled Composites jest pierwszym suborbitalnym samolotem kosmicznym, który wyniósł pilotów, Mike’a Melvilla i Briana Binnie, w dwóch następujących po sobie lotach, czym w roku 2004 zdobył nagrodę Ansari X PRIZE. Scaled Composites testuje obecnie jego następcę, SpaceShipTwo. Dzięki flocie tych pojazdów, Virgin Galactic planuje od 2013 roku oferować loty kosmiczne osobom prywatnym.

### Katastrofy
Wszystkie pojazdy startowe zawierają olbrzymie zasoby energii, która jest niezbędna, aby dotrzeć na orbitę. W związku z tym istnieje pewne ryzyko, że ta energia zostanie wyzwolona przedwcześnie i gwałtownie, z drastycznymi skutkami. Kiedy 17 stycznia 1997 eksplodowała w czasie startu rakieta Delta II, szyby wypadały z okien nawet 16 km dalej.
Dodatkowo, kiedy pojazd znajdzie się już w kosmosie, pomimo że kosmos jest dosyć przewidywalnym środowiskiem, istnieje ryzyko przypadkowej utraty hermetyczności lub wystąpienia potencjalnych problemów z nowo stworzonym wyposażeniem.

### Pogoda kosmiczna
Pogoda kosmiczna to idea zmieniających się warunków środowiskowych w przestrzeni kosmicznej. To pojęcie różne od pogody wewnątrz atmosfery planetarnej. Elementami pogody kosmicznej są takie zjawiska, jak plazma, pola magnetyczne, promieniowanie i materia kosmiczna (blisko Ziemi, ale też w przestrzeni między planetarnej, czasem też w przestrzeni międzygwiezdnej). „Pogoda kosmiczna opisuje warunki w kosmosie, które wpływają na Ziemię i ziemskie systemy techniczne. Nasza pogoda kosmiczna jest konsekwencją zachowania Słońca, natury ziemskiego pola magnetycznego, i naszego położenia w systemie słonecznym”.
Pogoda kosmiczna wywiera znaczny wpływ w wielu sferach związanych z eksploracją kosmosu i rozwojem technik kosmicznych. Zmieniające się warunki geomagnetyczne mogą spowodować zmiany w gęstości atmosferycznej powodujące znaczną degradację orbity pojazdu kosmicznego poruszającego się po niskiej orbicie okołoziemskiej. Burze geomagnetyczne, wywołane przez zwiększoną aktywność słoneczną, mogą potencjalnie „oślepić” czujniki pojazdu czy wpłynąć na działanie pokładowej elektroniki. Zrozumienie warunków środowiska kosmicznego jest także ważne przy projektowaniu osłon i systemów podtrzymywania życia na załogowych pojazdach kosmicznych.

### Środowisko
Rakiety jako ogół nie dokonują znacznego zanieczyszczenia środowiska choć wydzielają jednostkowo dużo spalin. Pośród nich: napędzane toksycznymi mieszaninami (tetratlenek diazotu i 1,1-dimetylohydrazyna), węglowodorowo-tlenowe używające np. RP-1 i LOX (nieobojętne węglowo, wydzielają dwutlenek węgla), na paliwo stałe zawierające m.in.: chlor, glin, żelazo, azot, wodór, węgiel organiczny; jako mieszanina polimeru, dodatków i nadchloranu amonu.
Loty kosmiczne mają wpływ na środowisko okołoziemskie. Istnieje prawdopodobieństwo, że orbita może stać się niedostępna przez wiele pokoleń ze względu na wykładniczo rosnącą ilość kosmicznych śmieci wytworzonych m.in. przez spalling rakiet i pojazdów (Syndrom Kesslera). W związku z tym obecnie (2023 r.) wiele pojazdów kosmicznych jest projektowanych tak, aby ponownie wchodziły w atmosferę po ich użyciu i przez to spalały się w atmosferze Ziemi.

## Statek kosmiczny

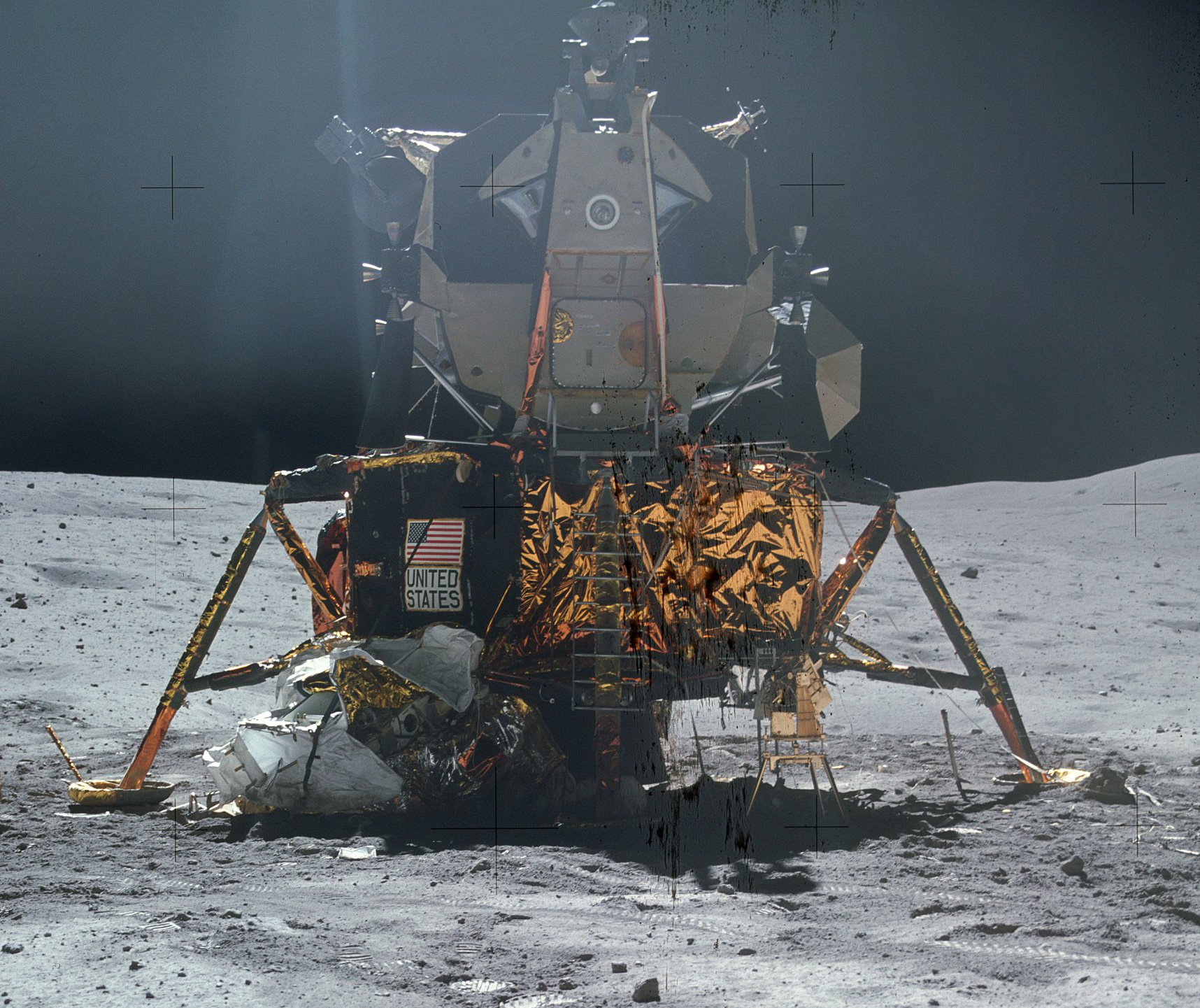
Moduł Księżycowy Apollo na powierzchni Księżyca

Statki kosmiczne to pojazdy zdolne do kontrolowania swojej trajektorii w czasie lotu w przestrzeni kosmicznej.
Czasem za pierwszy „prawdziwy” pojazd kosmiczny uznaje się moduł księżycowy Apollo, ponieważ był to jedyny pojazd załogowy, który został zaprojektowany i wykorzystany wyłącznie do lotów w przestrzeni kosmicznej, na co wskazuje brak aerodynamicznego kształtu.

## Załogowy lot kosmiczny
Pierwszym załogowym lotem kosmicznym był Wostok 1 12 kwietnia 1961, w czasie którego kosmonauta Jurij Gagarin z ZSRR dokonał pełnej orbity wokół Ziemi. W oficjalnej dokumentacji nie ma jednak wzmianki, że J.Gagarin ostatnie 7 km lotu opadał na spadochronie, poza statkiem kosmicznym. Międzynarodowe zasady dotyczące rekordów lotniczych jasno stanowią, że „pilot pozostaje w pojeździe od momentu startu do lądowania”. Ta zasada zastosowana do lotu kosmicznego, „dyskwalifikuje” lot Gagarina.
Obecnie, po wycofaniu z użytku floty amerykańskich wahadłowców kosmicznych, jedynymi pojazdami stosowanymi do załogowych lotów w kosmos są rosyjskie pojazdy Sojuz i chińskie statki Shenzhou. W 2004 r. statek kosmiczny SpaceShipOne dwukrotnie odbył załogowe loty suborbitalne.

### Nieważkość

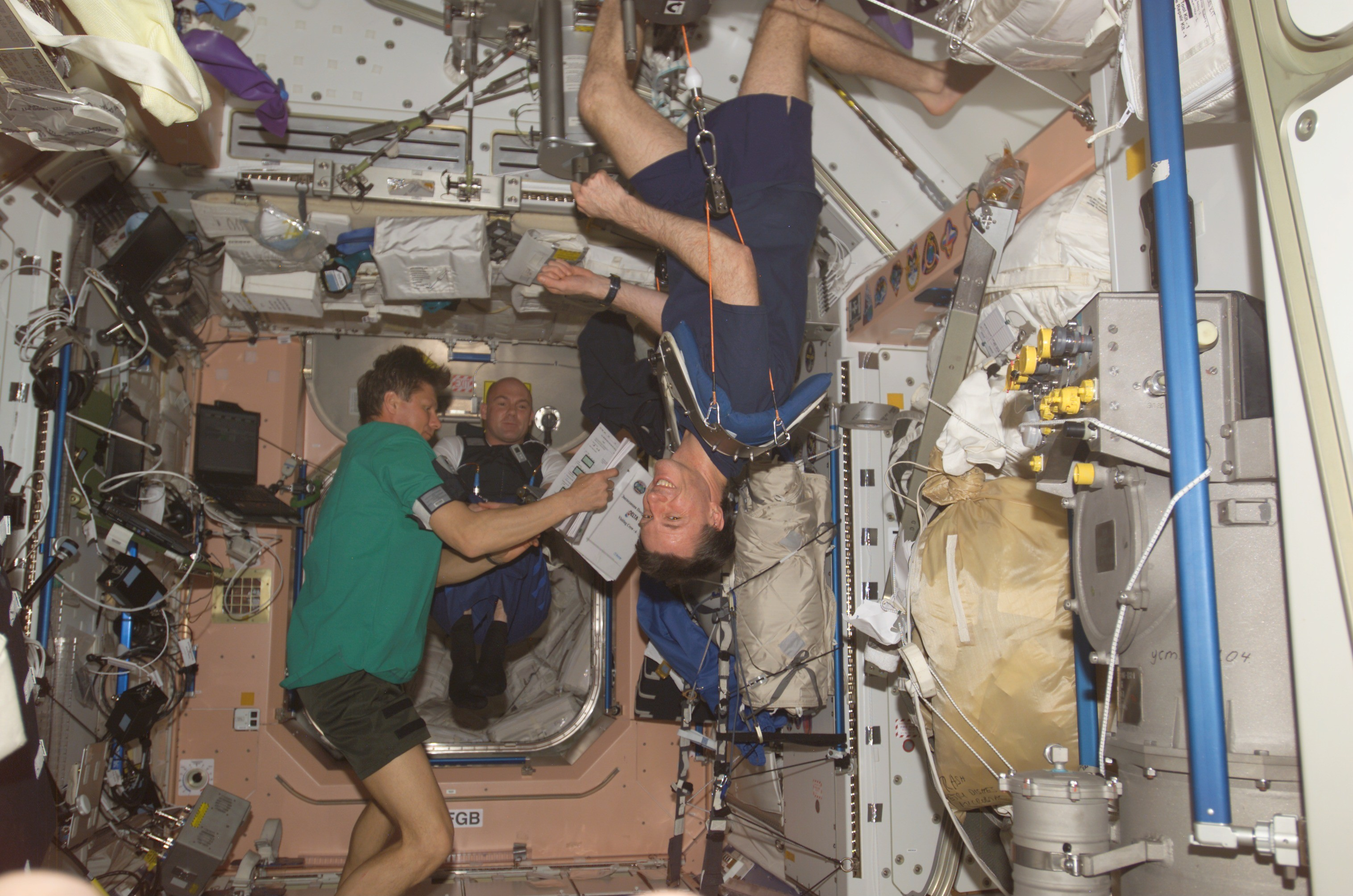
Astronauci na pokładzie ISS w warunkach nieważkości. Na pierwszym planie Michael Foale wykonuje ćwiczenia.

Stan nieważkości nie polega na nieobecności przyciągania ziemskiego, ale na jego zrównoważeniu przez siłę bezwładności (odśrodkową) w ruchu okrężnym dookoła Ziemi.
Większość ludzi uważa brak ciążenia za przyjemne doświadczenie. Jednak długotrwałe przebywanie w stanie nieważkości powoduje wiele problemów ze zdrowiem, z których najistotniejszym jest utrata kośćca, w niektórych przypadkach trwała. Innym skutkiem, także bardzo istotnym, jest odwarunkowanie tkanki mięśniowej i układu krwionośnego. To jest spowodowane brakiem ciężaru ciała, który na powierzchni Ziemi musi być podtrzymywany przez układy kostny i mięśniowy, i brakiem konieczności pompowania krwi w krwiobiegu w górę ciała, przeciwko przyciąganiu ziemskiemu.
Krótkotrwałym efektem nieważkości jest choroba kosmiczna, mdłości spowodowane przez zaburzenia błędnika wywołane brakiem ciążenia. Odczuwanie tej choroby to rzecz indywidualna. Najgorszą zaobserwowaną reakcją była choroba senatora z USA Jake’a Garna, przez co stworzona została Skala Garna, stopniująca reakcje na chorobę kosmiczną.

### Promieniowanie
Po znalezieniu się powyżej atmosfery Ziemi, znacznie zwiększa się wpływ promieniowania na pojazdy i ludzi znajdujące się na orbicie, głównie ze względu na pasy Van Allena, promieniowanie słoneczne i promieniowanie kosmiczne.

### Podtrzymywanie życia
W załogowych lotach kosmicznych system podtrzymywania życia to grupa urządzeń, która pozwala człowiekowi na przetrwanie w ciężkich warunkach przestrzeni kosmicznej. NASA stosuje nazwę System Kontroli Środowiskowej i Podtrzymywania Życia (ang. Environmental Control and Life Support System – ECLSS) opisując systemy w swoich misjach załogowych.
System podtrzymywania życia zapewnia powietrze, wodę i jedzenie, utrzymuje odpowiednią temperaturę, akceptowalne przez człowieka ciśnienie, zajmuje się pozbywaniem wydalin organizmu. System osłania przed szkodliwymi wpływami zewnętrznymi, jak promieniowanie i mikrometeoroidy. Komponenty systemu są kluczowe dla życia, i konstruowane z zastosowaniem inżynierii bezpieczeństwa.

## Międzyplanetarny lot kosmiczny

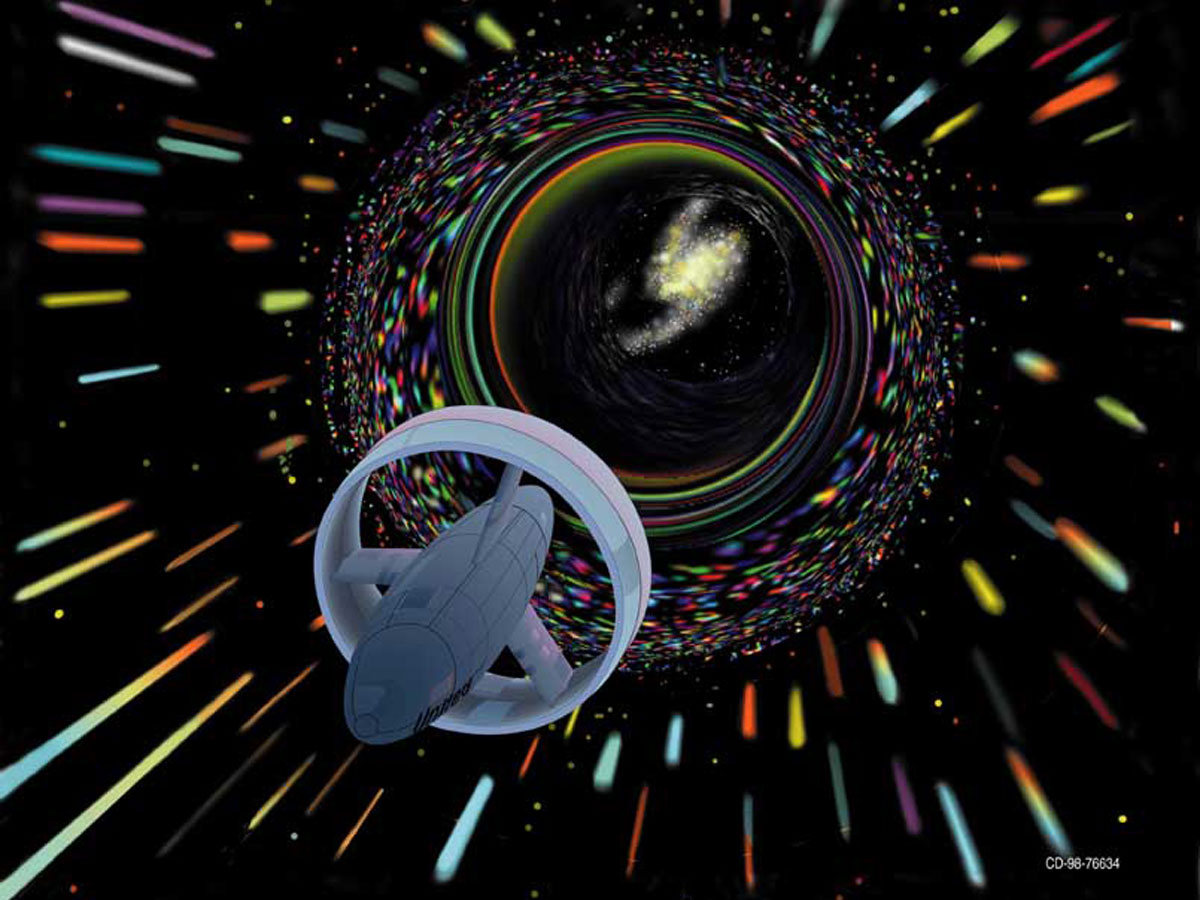
Wyobrażenie pojazdu wlatującego do tunelu czasoprzestrzennego, pozwalającego na podróże międzygwiezdne

Podróż międzyplanetarna oznacza lot pomiędzy planetami wewnątrz układu planetarnego, w naszym przypadku (XXI w.) dotyczy teoretycznych lotów między planetami Układu Słonecznego.

## Lot międzygwiezdny
Na chwilę obecną (2023 r.) pięć pojazdów jest na trajektorii ucieczkowej z Układu Słonecznego. Najdalej znajduje się sonda Voyager 1, która jest w odległości (23.846 Tm; 159.4 AU od Ziemi, styczeń 2023), i oddala się o 3.6 AU rocznie. Dla porównania, Proxima Centauri, gwiazda najbliższa Słońcu, znajduje się od niego w odległości 4.22 lat świetlnych, czyli około 270 tys. AU. Voyager 1 z prędkością 17 km/s pokonałby taką odległość w 74 tys. lat.

## Lot międzygalaktyczny
Podróż międzygalaktyczna dotyczy lotu kosmicznego pomiędzy galaktykami. Ze względu na bardzo duże odległości między nimi, np. Wielki Obłok Magellana znajduje się ok. 160 tysięcy lat świetlnych od Ziemi, nawet lot z prędkością podświetlną byłby nadzwyczaj długi. Podróże międzygalaktyczne pojawiają się w fantastyce naukowej.

## Astrodynamika
Astrodynamika to dziedzina zajmująca się trajektoriami pojazdów kosmicznych, a w szczególności ich związkami z efektami grawitacyjnymi i napędowymi. Dzięki astrodynamice pojazdy docierają do swoich miejsc docelowych w odpowiednim czasie i bez nadmiernego zużycia paliwa.

## Napęd statku kosmicznego
W statkach kosmicznych w dzisiejszych czasach jako napęd stosuje się głównie rakiety, ale powszechne staje się stosowanie alternatywnych technik, głównie do pojazdów bezzałogowych. Napędy takie jak silnik jonowy pozwalają na znaczne zmniejszenie masy statku i zwiększenie jego delta-v.

## Koszty, rynek i zastosowanie lotów kosmicznych
Loty kosmiczne są często, ale nie wyłącznie, finansowane przez państwo. Istnieje również rynek startów w celach telekomunikacji – telewizja satelitarna, który jest komercyjny, jednak starty bywają przynajmniej częściowo sponsorowane przez rządy.
Do zastosowań lotów kosmicznych należą:
- satelity obserwacji Ziemi, takie jak satelita rozpoznawczy lub satelita meteorologiczny,
- eksploracja kosmosu,
- turystyka kosmiczna, lecz to mały rynek,
- satelity telekomunikacyjne,
- nawigacja satelitarna.

Powstaje większe zainteresowanie kwestiami statków kosmicznych i turystycznymi lotami. Poza tym wysokie koszty dostępu do przestrzeni kosmicznej są spowodowane nieefektywnością instytucji rządowych – koszty biurokracji w NASA. Gdy przedsiębiorstwa niepaństwowe prowadzą działalność to pracują z większą efektywnością. Koszty lotów są pozbawione obsługi biurokracji. Rakiety nośne opracowane dzięki udziałowi prywatnego kapitału, takie jak Falcon 1, posiadają mniejsze nominalne koszty startu.